# Hamid Bahij
Hamid Bahij (en arabe : حميد بهيج), né en 1939 à Derb Sultan (Casablanca) et mort le 16 février 2019 à Casablanca, était un footballeur international marocain, qui évoluait au poste de meneur de jeu au Raja Club Athletic.
Il intègre le centre de formation du Raja CA en 1951 et commence à jouer en équipe première à partir de 1954. Auteur d'un quadruplé lors des barrages d'accès à la première édition du championnat en 1956, et du premier but en première division de l'histoire du Raja en 1956, il est considéré comme l'un des meilleurs joueurs de l'histoire du club où il a joué l'intégralité de sa carrière. 
Avec les Lions de l'Atlas, il fait partie des premiers joueurs sélectionnés après l'indépendance, quand il fut appelé par Larbi Benbarek en 1959. Il remporte le premier trophée majeur de la sélection marocaine, les Jeux panarabes de 1961, et participe aux Jeux olympiques d'été de 1964.

## Biographie

### En club

#### Naissance et jeunesse
Hamid Bahij voit le jour en 1939 à Derb Carlotti, puis déménage à Derb Kabir dans le quartier de Derb Sultan à Casablanca. Il fait ses premiers pas dans le football dans les terrains vagues de la Nouvelle médina où se sont éclos plusieurs artistes du ballon rond de la ville, aux côtés de ses amis du quartier tels que Moussa Hanoun, Mohamed Bhaïja, Ould Brika, et Abdelkader Samba.

#### Formation et débuts (1951-1956)
En 1951, après que Lahcen Ould Ma les repère dans ces terrains où ils jouaient à longueur de journée, il essaye de les faire signer à l'Union Sportive Marocaine, mais ils décident de rejoindre le centre de formation du Raja Club Athletic, récemment créée et dont l'équipe A était encore en troisième division.
Lors de la saison 1953-1954, Hamid était encore cadet mais, grâce à un certificat médical, il a pu jouer son premier match en équipe première face au Maghreb sportif de Rabat avant d'être aligné lors de deux autres rencontres respectivement face au Racing AC et l'Olympique de Ouezzane.

#### Confirmation (1956-1966)
Après l'indépendance du Maroc en 1956, la Fédération royale marocaine de football est créée et remplace donc l'une des vingt-deux ligues de la Fédération française de football du temps du Protectorat français au Maroc qui était dénommée Ligue du Maroc de Football Association. Le critérium remplaça le championnat et devait aboutir à des barrages, chaque équipe devant disputer trois matchs et remporter autant de victoires pour accéder chez l'élite,.
Le Raja bat successivement au deuxième tour le KSNAC Casablanca (4-1), puis l'Union sportive de Ben Ahmed (2-0, buts de Moussa Hanoun et Abderrahmane Acila) et enfin l'Olympique de Ouezzane sur un score fleuve de 7-1 grâce à un doublé de Bahij et un autre de Moussa. Le Raja fut ainsi la première équipe à accéder à la première division du fait que leur dernier match fut joué à 8h30 au Stade Philipe.
Le 15 novembre 1956, Bahij joue son premier match en championnat 1956-1957 face au Fath Union Sport de Larbi Ben Barek et Lahcen Chicha, perdu sur le score de 2-0. Le 22 novembre, le Raja bat le Sporting des Roches Noires au compte de la 2e journée. Auteur du premier but de l'histoire du Raja en première division, Bahij ouvre le score avant que Ahmed Naoui ne double la mise (2-0).
En 1959, il signe avec le Mouloudia d'Oujda alors qu'il est encore sous contrat avec le Raja, et écope une suspension de quatre mois par la Fédération royale marocaine de football.
Après la demi-finale de la Coupe du trône 1964-1965 où le Raja bat le Raja de Beni Mellal au Stade d'honneur de Béni Mellal, Bahij abandonne la compétition avec l'idée de ne plus y revenir; après des problèmes avec la direction du club. Il se prive donc de la première finale de l'histoire du club qui fut joué le 13 juin 1965 au Stade d'honneur contre le Kawkab de Marrakech. Au terme d'un match arbitré par Mohamed Boukkili, le KACM remporte le match sur le score de 3-1, et le seul but du Raja fut inscrit par Mohamed Bhaïja.
Après deux saisons d'inactivité, il reprend les entraînements en 1966, et regagne sa place de titulaire au sein du Raja et sera même rappelé à nouveau en équipe nationale.
Il met fin a sa carrière en 1967 à l'âge de 28 ans seulement. Bahij savait que le football au Maroc, ne lui serait pas avantageux financièrement, alors il décida de prendre sa retraite.

#### Fin de carrière et décès
Après sa retraite sportive en 1968, il s'installe à Hay Mohammadi aux années 1990, et continue de travailler comme employé dans la Caisse nationale de sécurité sociale. 
En novembre 1990, un match jubilé en son honneur est organisé au Stade Mohamed V face à Pamir Douchanbé. Le Raja gagne 1-0 grâce à un but de Aziz Ouzougate.
Hamid Bahij décède le 16 février 2019 à Casablanca à l'âge de 80 ans.

### En sélection
En 1959, il est sélectionné par Larbi Benbarek pour la première fois avec la sélection marocaine A pour le compte des qualifications pour les Jeux olympiques d'été de 1960. Mais après sa signature illégale en 1959 avec le Mouloudia d'Oujda où il écope de 4 mois de suspension par la FRMF, il est de ce fait privé de prendre part à une rencontre amicale contre le Brésil. Mais une grâce de Hassan II, alors Prince Héritier, lui permit de revenir très vite à la compétition et de regagner les qualifications des Jeux Olympiques de Rome. 
Du 24 août au 8 septembre 1961, il prend part aux Jeux Panarabes de 1961 organisés à Casablanca et remportés par les Lions de l’Atlas. Il inscrit un doublé contre l'Arabie Saoudite, rencontre qui connaît la plus large victoire de l'histoire de la sélection nationale marocaine (13-1).
Il est sélectionné par Mohamed Massoun pour prendre part aux Jeux olympiques d'été de 1964 organisés à Tokyo. Les Lions de l'Atlas essuient deux défaites face à la Hongrie (6-0) et la Yougoslavie (3-1), deux des meilleures équipes nationales du monde à cette époque et respectivement médaillé de bronze et d'or lors des précédents Jeux Olympiques,.
Après sa pseudo-retraite de quelques mois en 1965, il reprend les entraînements et fut rappelé à nouveau en équipe nationale par Abderrahman Mahjoub avec laquelle il disputera deux rencontres respectivement contre l'Algérie à Casablanca (1-0) et la France B à Bordeaux (2-2).

### Carrière d'entraîneur
Dans les années 1970 et 1980, Bahij s'occupe de plusieurs clubs de la fédération corporative et aussi des catégories du Raja où il prend en charge les cadets et les juniors.

## Sélections en équipe nationale
1. 03/09/1961 Maroc - Liban (Casablanca) 1 - 0 J.P 1961
2. 04/09/1961 Maroc - Libye (Casablanca) 6 - 2 J.P 1961
3. 06/09/1961 Maroc - Arabie Saoudite (Casablanca) 13 - 1 J.P 1961 / 2 buts
4. 08/09/1961 Maroc - Koweït (Casablanca) 3 - 2 J.P 1961
5. 10/09/1961 Maroc - Égypte (Casablanca) 3 - 1 J.P 1961
6. 02/07/1963 Maroc - Tunisie (Casablanca) 4 - 2 Elim. CAN 1963
7. 21/09/1963 Syrie - Maroc (Naples) 0 - 1 J.M 1963
8. 25/09/1963 Tunisie - Maroc (Naples) 0 - 1 J.M 1963
9. 27/09/1963 Italie Amateur v Maroc (Salerno) 4 - 1 J.M 1963
10. 29/09/1963 Espagne 'B' v Maroc (Salerno) 2 - 1 J.M 1963
11. 06/03/1966 Maroc - Algérie (Casablanca) 1 - 0 Amical

### Les matchs olympiques et''B''
1. 15/06/1960 Maroc - Espagne B (Casablanca) 3 - 3 Amical
2. 16/11/1963 Lagos Nigeria v Maroc 3 - 0 Elim. JO 1964
3. 08/03/1964 Casablanca Maroc v  Nigeria 4 - 1 Elim. JO 1964
4. 28/03/1964 Dakar Maroc v  Nigeria 2 - 1 Match barrage Elim. JO 1964
5. 10/05/1964 Addis Abeba Ethiopie v Maroc 0 - 1 Elim. JO 1964
6. 24/05/1964 Casablanca Maroc v Ethiopie 1 - 0 Elim. JO 1964
7. 20/03/1966 France ''B'' vs Maroc (Bordeaux) 2 - 2 Amical

## Palmarès

### En sélection
Maroc
- Jeux panarabes (1) :
  -  Médaille d'or : 1961.

### En club
Raja Club Athletic
- Coupe du Trône
  - Finaliste : 1965
- Coupe du 1er novembre (1)
  - Vainqueur : 1964

## Distinctions personnelles
- Deuxième buteur du Raja CA en 1956-1957 (10 buts)
- Auteur du premier but du Raja CA en 1re division en 1956